# برنامج أبلوس
برنامج أبلوس هي شركة خاصة تختص في صنع البرامج كخدمة للمنظمات غير ربحية. تركيزها الأساسي على برنامج بسيط لإدارة المهام الأساسية غير الربحية لمحاسبة الصناديق ، وإعداد الضرائب غير الربحية، وإدارة المانحين للمنظمات غير ربحية الصغيرة والمتوسطة والكبيرة.